# Marian Szarama
Marian Lesław Szarama (ur. 18 lutego 1948 w Bytomiu) – polski piłkarz i trener piłki nożnej, brat polityka Wojciecha Szaramy. Występował jako napastnik.

## Kariera piłkarska
Szarama jest wychowankiem Polonii Bytom, w której barwach grał jako napastnik w I lidze polskiej w piłce nożnej. Ma za sobą także grę na najwyższym szczeblu rozgrywkowym w Polsce, w barwach Gwardii Warszawa. Poza tymi klubami występował także w Resovii Rzeszów, AZS AWF Warszawa oraz w amerykańskiej Polonii Greenpoint. Jest byłym reprezentantem Polski w kategorii do lat 18.
Kolejno reprezentował kluby: Polonia Bytom (1962–67, I liga), AZS AWF Warszawa (1967–68), Gwardia Warszawa (1969-73, I liga), Polonia Bytom (1972–76, I liga), Resovia Rzeszów (1976–77, II liga), Polonia Greenpoint Nowy Jork (1977–78, USA), Resovia Rzeszów (1978–79, II liga, awans).

## Kariera trenerska
Po wywalczeniu awansu do Ekstraklasy z drużyną Resovii Rzeszów, Szarama zakończył piłkarską karierę i zajął się trenerką. Rozpoczął od szkolenia drugiej drużyny Resovii Rzeszów. Później kolejno pracował z drużynami: Ursusa Warszawa (1980–1981), Polonii Warszawa (1981–1982), Narwi Ostrołęka (1983–87, 1988–94, 1995–98, 2001–03, 2014–15), MKS Przasnysz (2009–10). W 2018 na dwa ostatnie mecze rundy jesiennej został wybrany na stanowisko trenera tymczasowego Narwi Ostrołęka.
Przez większość swojej pracy trenerskiej związany z ostrołęckim klubem – od 1983 roku pięciokrotnie podejmował się prowadzenia drużyny seniorów (niemal 500 meczów jako szkoleniowiec pierwszej drużyny). W międzyczasie trenował roczniki młodzieżowe i rezerwy. W listopadzie 2012 roku, na uroczystej sesji Rady Miasta Ostrołęki z okazji 50-lecia klubu MKS Narew Ostrołęka, Szarama uhonorowany został odznaką „Za zasługi dla miasta Ostrołęki”. W maju 2022 został odznaczony Medalem Stulecia MZPN. W marcu 2023 otrzymał Złotą Oznakę MZPN.